# Curtis Wilson
Curtis Wilson (30 ottobre 1965) è un ex giocatore di football americano statunitense che ha militato nel ruolo offensive lineman.
Dopo aver giocato per la squadra universitaria dei Missouri Tigers fu scelto dai New England Patriots nel corso del nono giro (247º assoluto) nel Draft NFL 1989 ma fu svincolato al termine della pre-stagione; nel 1991 partecipò al draft della WLAF, dove fu selezionato dai Sacramento Surge. Nel 1992 fu scambiato con gli Ohio Glory per permettere ai Surge di ottenere la prima scelta assoluta.
Il figlio Roman ha giocato per i giapponesi Asahi Beer Silver Star.